# Лендо-Руське
Лендо-Руське (пол. Lendo Ruskie) — село в Польщі, у гміні Уленж Рицького повіту Люблінського воєводства.
Населення — 126 осіб (2011).

## Демографія
Демографічна структура станом на 31 березня 2011 року:
|          | Загалом | Допрацездатний вік | Працездатний вік | Постпрацездатний вік |
| -------- | ------- | ------------------ | ---------------- | -------------------- |
| Чоловіки | 65      | 8                  | 46               | 11                   |
| Жінки    | 61      | 6                  | 38               | 17                   |
| Разом    | 126     | 14                 | 84               | 28                   |